# Butyl-benzyl-ftalát
Butyl-benzyl-ftalát (BBP) je lipofilní ester kyseliny ftalové, za běžných podmínek ve formě bezbarvé kapaliny.
Je prodáván pod komerčními názvy Palatinol BB, Unimoll BB, Sicol 160 nebo Santicizer 160.

## Použití
BBP je používán hlavně jako změkčovadlo v plastech, zejména k výrobě měkčeného PVC.

## Regulace
BBP je považován za reprotoxický a rozhodnutím Evropské komise 1999/815/ES zakázáno (společně s pěti dalšími ftaláty – DEHP, DIDP, DINP, DBP a DNOP) v hračkách a předmětech, které děti do 3 let vkládají do úst.

## Prioritní nebezpečná látka v EU
28. října 2008 Evropská agentura pro chemické látky zveřejnila oficiální kandidátský seznam nebezpečných chemikálií, které vzbuzující mimořádné obavy a budou podléhat autorizaci v rámci směrnice REACH ,. Spolu s dalšími dvěma ftaláty do něj byl zařazen i BBP.